# Championnats d'Europe de course en montagne 2013
Navigation
2012 2014
Les championnats d'Europe de course en montagne 2013 sont une compétition de course en montagne qui s'est déroulée le 6 juillet 2013 à Borovets en Bulgarie. Il s'agit de la dix-neuvième édition de l'épreuve.

## Résultats
La course senior masculine s'est disputée sur un parcours de 11,8 km comportant un dénivelé positif de 1 152 m. Avec 75 coureurs au départ, l'épreuve est dominée par l'Italien Bernard Dematteis qui devance son compatriote Alex Baldaccini de plus d'une minute. Le sextuple champion, le Turc Ahmet Arlsan ne parvient pas à défendre son titre et termine sur la troisième marche du podium. L'Italie domine le classement par équipes devant le Royaume-Uni et la Turquie.
La course féminine se dispute sur un parcours de 8,8 km avec 1 027 m de dénivelé positif. L'Autrichienne Andrea Mayr remporte aisément la victoire devant l'Italienne Valentina Belotti et la Slovène Mateja Kosovelj. Le classement par équipes féminin est également dominé par l'Italie. La Suisse et le Royaume-Uni complètent le podium.
L'épreuve junior masculine est disputée le même circuit que les seniors femmes, elle est remportée par le Turc Ramazan Karagöz. Le parcours junior féminin fait 3,5 km avec 530 m de dénivelé positif, la course est remportée par l'Allemande Melanie Albrecht.

### Seniors
| Rang               | Athlète           | Pays        | Temps       |
| ------------------ | ----------------- | ----------- | ----------- |
| Médaille d'or      | Bernard Dematteis | Italie      | 56 min 30 s |
| Médaille d'argent  | Alex Baldaccini   | Italie      | 57 min 35 s |
| Médaille de bronze | Ahmet Arlsan      | Turquie     | 57 min 47 s |
| 4                  | Xavier Chevrier   | Italie      | 58 min 01 s |
| 5                  | Steve Vernon      | Royaume-Uni | 58 min 33 s |
| 6                  | Enrique Meneses   | Espagne     | 58 min 50 s |
| 7                  | Robert Krupička   | Tchéquie    | 58 min 52 s |
| 8                  | Chris Smith       | Royaume-Uni | 59 min 12 s |

| Rang               | Pays                                                                                            | Points |
| ------------------ | ----------------------------------------------------------------------------------------------- | ------ |
| Médaille d'or      | Italie Bernard Dematteis (1er) Alex Baldaccini (2e) Xavier Chevrier (4e) Martin Dematteis (23e) | 7      |
| Médaille d'argent  | Royaume-Uni Steve Vernon (5e) Chris Smith (8e) Orlando Edwards (18e) Robbie Simpson (29e)       | 31     |
| Médaille de bronze | Turquie Ahmet Arlsan (3e) Deniz Kazan (11e) Orhan Avic (37e) Akif Kitir (49e)                   | 51     |

| Rang               | Athlète           | Pays        | Temps       |
| ------------------ | ----------------- | ----------- | ----------- |
| Médaille d'or      | Andrea Mayr       | Autriche    | 51 min 49 s |
| Médaille d'argent  | Valentina Belotti | Italie      | 52 min 54 s |
| Médaille de bronze | Mateja Kosovelj   | Slovénie    | 53 min 08 s |
| 4                  | Elisa Desco       | Italie      | 53 min 42 s |
| 5                  | Renate Rungger    | Italie      | 54 min 05 s |
| 6                  | Emma Clayton      | Royaume-Uni | 55 min 16 s |
| 7                  | Christel Dewalle  | France      | 56 min 01 s |
| 8                  | Bernadette Meier  | Suisse      | 56 min 12 s |

| Rang               | Pays                                                                                          | Points |
| ------------------ | --------------------------------------------------------------------------------------------- | ------ |
| Médaille d'or      | Italie Valentina Belotti (2e) Elisa Desco (4e) Renate Rungger (5e) Samantha Galassi (28e)     | 11     |
| Médaille d'argent  | Suisse Bernadette Meier (8e) Martina Strähl (9e) Angela Haldimann (19e) Monika Fürholz (22e)  | 36     |
| Médaille de bronze | Royaume-Uni Emma Clayton (6e) Olivia Walwyn (21e) Sarah Tunstall (25e) Rebecca Robinson (39e) | 52     |

### Juniors
| Rang               | Athlète         | Pays    | Temps       |
| ------------------ | --------------- | ------- | ----------- |
| Médaille d'or      | Ramazan Karagöz | Turquie | 48 min 51 s |
| Médaille d'argent  | Sehmus Sarihan  | Turquie | 49 min 54 s |
| Médaille de bronze | Michele Vaia    | Italie  | 50 min 29 s |

| Rang               | Pays | Points |
| ------------------ | --- | ------ |
| Médaille d'or      | Turquie Ramazan Karagöz (1er) Sehmus Sarihan (2e) Ömer Tuncer (18e) Naif Bozkurt (20e)                               | 21     |
| Médaille d'argent  | Italie Michele Vaia (3e) Giampaolo Crotti (8e) Nadir Cavagna (11e) Michael Monella (35e)                             | 22     |
| Médaille de bronze | Roumanie Andrei Leanca (4e) Ionut Marius Dumitru (15e) Mihai Marian Falcescu (17e) Alexandru Daniel Dobritescu (31e) | 36     |

| Rang               | Athlète          | Pays      | Temps       |
| ------------------ | ---------------- | --------- | ----------- |
| Médaille d'or      | Melanie Albrecht | Allemagne | 25 min 49 s |
| Médaille d'argent  | Çeşminaz Yılmaz  | Turquie   | 26 min 29 s |
| Médaille de bronze | Lea Einfalt      | Slovénie  | 27 min 06 s |

| Rang               | Pays                                                                                           | Points |
| ------------------ | ---------------------------------------------------------------------------------------------- | ------ |
| Médaille d'or      | Russie Olga Sharpova (4e) Ksenia Fedorchuk (9e) Yekaterina Ivonina (11e) Ksenia Makhneva (29e) | 24     |
| Médaille d'argent  | Royaume-Uni Catriona Graves (6e) Annabel Mason (8e) Georgia Malir (12e) Lydia Sharpe (21e)     | 26     |
| Médaille de bronze | Turquie Çeşminaz Yılmaz (2e) Remziye Temel (15e) Ekín Esra Kalir (17e)                         | 34     |